# Sylan
Las montañas Sylan (en noruego: Sylan, en sueco: Sylarna, en sami meridional, Bealjehkh) son una sierra de la península escandinava localizadas en la frontera entre Noruega —condado de Trøndelag — y Suecia —provincia de Jämtland—.
En la parte central está la cresta montañosa que empieza con Lillsylen, en el norte, que pasa por su punto más alto, Storsylen (1.762 m), y más allá Storsola (1.728 m), en el sur. Atravesar el cordal es un destino popular para montañeros expertos; es más fácil de sur al norte, debido a que hay un punto difícil a unos 100 m al sur de la cumbre del Storsylen. 
Hay una serie de refugios de montaña en la región: la Den norske turistforening (Asociación noruega de senderismo) mantiene los de Schultzhytta, en Roltdalen, y Storerikvollen y Nedalshytta, en el embalse de Nesjøen; en el lado sueco, están los de Blåhammarens Fjällstation, Sylarnas Fjällstation y Fjällstuga Helags. 
Sylan es el plural finito de syl, que significa punzón, y hace referencia a que los picos agudos y apuntados de estas montañas han sido comparados a veces con esa herramienta.

## Enlaces externos

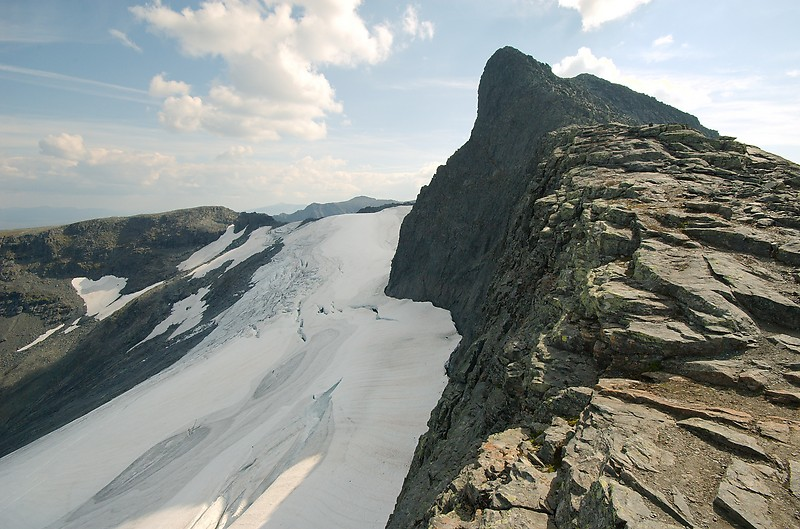
Storsylen, cresta septentrional.